# Celeste Saulo
Andrea Celeste Saulo (Buenos Aires; 6 de maio de 1964) é uma meteorologista e professora da Argentina eleita a primeira mulher secretária-geral da Organização Meteorológica Mundial (OMM), cargo que assumirá em 1º de janeiro de 2024. Antes ela já havia sido a primeira diretora do Serviço Meteorológico Nacional (SMN) desde 8 de julho de 2014 e ocupado outros cargos de liderança, inclusive de vice-presidente, na OMM.  

## Biografia

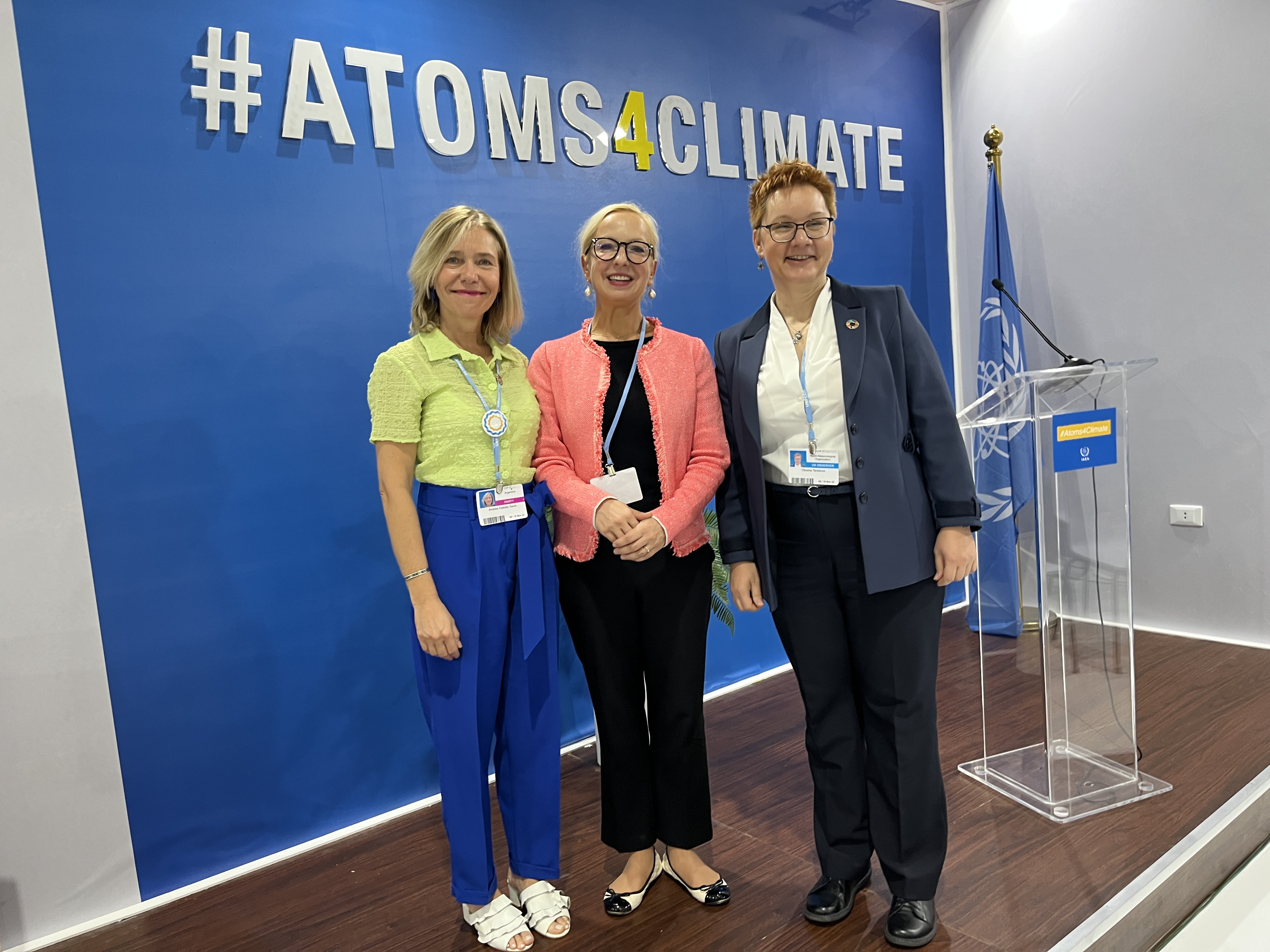
Celeste (esq) durante a COP 27

Saulo a obteve um diploma de licenciatura em ciências meteorológicas na Universidade de Buenos Aires (UBA) e um doutorado em ciências atmosféricas em 1996. É pesquisadora da UBA desde 2000 e professora associada da Faculdade de Ciências Exatas e Naturais. Desde 2002 é pesquisadora do Centro de Pesquisas do Mar e da Atmosfera, joint venture da UBA com o Conselho Nacional de Pesquisas Científicas e Técnicas (CONICET). É pesquisadora do SMN desde 2016. Suas especialidades são modelagem atmosférica, representação da incerteza em previsões e geração de produtos orientados à tomada de decisão. 
Foi diretora de teses de graduação e doutorado, diretora de bolsas de doutorado e pós-doutorado e jurada de tese de doutorado da UBA. Ela foi eleita para dois mandatos consecutivos como diretora do Departamento de Ciências Atmosféricas e Oceânicas. 
Em julho de 2014 foi nomeada diretora do SMN.

### OMM
É membro do comitê diretor científico do Programa Mundial de Pesquisa Meteorológica desde 2011 e ingressou no Conselho Executivo da OMM em 2015. Em abril de 2018, a OMM a nomeou sua segunda vice-presidente e primeira vice-presidente interina. Ela foi eleita a primeira vice-presidente mulher no ano seguinte. 
Em 1º de junho, aos 59 anos, foi eleita como a primeira mulher secretária-geral da OMM, cargo que ocupará a partir de janeiro de 2024. Ela recebeu 108 votos, contra 37 que votaram contra sua nomeação, vencendo os candidatos da China, Curaça e Suíça.  

### Prêmios
Em 2023, ela recebeu o Diploma do Mérito do Prêmio Konex por seu trabalho em Ciências da Terra e Atmosféricas na última década. 